# NGC 1238
NGC 1238 (również PGC 11868) – galaktyka eliptyczna (E), znajdująca się w gwiazdozbiorze Erydanu. Odkrył ją Lewis A. Swift 1 listopada 1886 roku.